# Казель
Казель (нім. Kasel) — громада в Німеччині, розташована в землі Рейнланд-Пфальц. Входить до складу району Трір-Саарбург. Складова частина об'єднання громад Рувер.
Площа — 4,53 км2. Населення становить 1286 ос. (станом на 31 грудня 2020).